# Regina (zangeres)

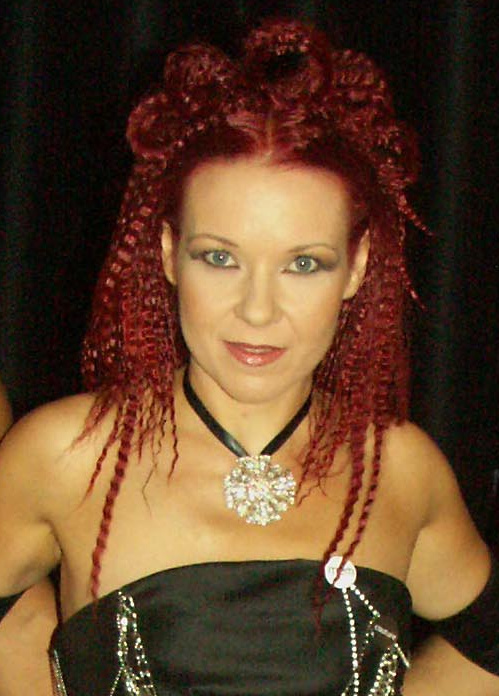
Regina (2007)

Regina (Murska Sobota, 4 juli 1965) is een Sloveense zangeres. Haar echte naam is Irena Jalsovec-Kogoj. 
Haar beide ouders waren muzikaal en zelf zong ze al in een kinderkoor. In haar tienerjaren werd ze een rockzangeres. Na in groepen als Sexplosive en TNT gezongen te hebben nam ze een meer akoestische stijl aan en zong politiek getinte liedjes. Ze zingt al popmuziek sinds '86 en studeerde filosofie aan de universiteit van Ljubljana, daar leerde ze muzikant Aleksander Kogoj kennen, als huwelijksgeschenk schreef hij haar album The Religion of Love. 
Ze vertegenwoordigde Slovenïë op het Eurovisiesongfestival 1996 met het lied Dan najlepših sanj en eindigde op de teleurstellende 21ste plaats. Ze probeerde het resultaat nog te verbeteren door opnieuw deel te nemen aan de Sloveense voorronde, EMA in 1998, 2001, 2002, 2004, 2005, echter zonder succes.
1993: 1X Band · 
1995: Darja Švajger · 
1996: Regina · 
1997: Tanja Ribič · 
1998: Vili Resnik · 
1999: Darja Švajger · 
2001: Nuša Derenda · 
2002: Sestre · 
2003: Karmen Stavec · 
2004: Platin · 
2005: Omar Naber · 
2006: Anžej Dežan · 
2007: Alenka Gotar · 
2008: Rebeka Dremelj · 
2009: Quartissimo feat. Martina · 
2010: Ansambel Žlindre & Kalamari · 
2011: Maja Keuc · 
2012: Eva Boto · 
2013: Hannah Mancini · 
2014: Tinkara Kovač · 
2015: Maraaya · 
2016: ManuElla · 
2017: Omar Naber · 
2018: Lea Sirk · 
2019: Zala Kralj & Gašper Šantl · 
2021: Ana Soklič · 
2022: LPS · 
2023: Joker Out · 
2024: Raiven · 
2025: Klemen
- International Standard Name Identifier: 0000 0004 6552 9079
- MusicBrainz: 4c122ce0-280e-4ea3-9682-904e77e35aa5